# گروه صنایع جنوب چین
گروه صنایع جنوب چین (انگلیسی: China South Industries Group) شرکت دولتی صنایع جنگ‌افزاری چینی است، که در سال ۱۹۹۹ تأسیس شد.